# Guillaume Verdier (architecte)
Pour les articles homonymes, voir Guillaume Verdier et Verdier.
Guillaume Verdier est un architecte naval français né le 20 septembre 1970. Il a dessiné certains des monocoques de 60 pieds les plus performants depuis le début des années 2000, notamment en coopération avec le cabinet VPLP.

## Biographie
Après une formation en architecture navale à l'Université de Southampton Solent / l'université de Southampton puis à celle de Copenhague, Guillaume Verdier est recruté en 1996 par le cabinet Finot-Conq, qui conçoit alors les meilleurs monocoques de 60 pieds. Il travaille notamment sur l'évolution des Geodis de Christophe Auguin et Aquitaine Innovations d'Yves Parlier et à la conception de Sodebo, Somewhere ou encore de PRB 3, vainqueur du Vendée Globe 2000-2001 avec Michel Desjoyeaux.
En 2001, il fonde son propre cabinet et travaille sur l'Hydraplaneur d'Yves Parlier.
En 2004, il fait partie de l'équipe de designers du défi français Areva Challenge, qui participe à la coupe de l'America 2007.
À partir de 2006, il développe un partenariat avec le cabinet VPLP design des architectes Marc Van Peteghem et Vincent Lauriot-Prévost. Ensemble, ils réalisent les 60 pieds IMOCA Safran et Groupe Bel pour le Vendée Globe 2008-2009, puis la génération 2010 des PRB 5, Virbac Paprec 3, Banque populaire et Macif.
En octobre 2010, il rejoint Emirates Team New Zealand pour dessiner l'AC72 de l'équipe de Grant Dalton pour la 34e coupe de l'America en 2013. Il contribue au développement des foils qui permettent au voilier de quitter la surface de l'eau et d'atteindre des vitesses supérieures à 40 nœuds.
En 2014, il conçoit le monocoque Comanche, en partenariat avec VPLP Design, dans le but d'en faire le monocoque le plus rapide du monde, ainsi que le Pogo-3 utilisé pour les courses de Classe Mini catégorie Série.
Fort de son expérience avec Emirates Team New Zealand, Guillaume Verdier poursuit sa collaboration avec VPLP en concevant six des sept nouveaux 60 pieds IMOCA du Vendée Globe 2016-2017.
Entre 2015 et 2017, il conçoit le maxi-trimaran Gitana 17, qui pour ses débuts ne dépassera pas les deux jours de navigation lors de la Route du Rhum 2018.
En 2019 il conçoit deux IMOCA pour le Vendée Globe 2020, Apivia skippé par Charlie Dalin et LinkedOut skippé par Thomas Ruyant. Il a signé tous les bateaux qui ont terminé sur le podium de trois éditions consécutives du Vendée Globe[pas clair], à l'exception d'Hugo Boss (3e du Vendée Globe 2012-2013), ainsi que sept des dix premiers bateaux du Vendée Globe 2020-2021.
Le monocoque foiler AC75 Te Rehutai (en) qu'il a conçu en collaboration avec Emirates Team New Zealand gagne la Coupe de l'America 2021.
En 2024, il construit avec Axel de Beaufort le plus grand catamaran en aluminium du monde, Art Explorer avec ses 47 mètres de long.
EN 2025, il est l'architecte du projet Hypersail de Ferrari, présenté au monde le 25 juin et devant être lancé en 2026[réf. nécessaire].